# 징슈필
징슈필(Singspiel)은 독일어로 서로 주고 받는 대사에 서정적인 노래가 곁든 민속적인 오페라이다.
1743년에 영국의 발라드 오페라 <악마의 복수>가 독일어로 번역, 상연된 데에 자극받아 요한 아담 힐러가 대본작가인 크리스티안 바이세와 협력하여 1770년에 <사냥>을 작곡하면서 새로운 징슈필의 형태를 성립시켰다. 그들이 대표하는 북부독일의 징슈필은 전원적이고 서정적, 공상적인 희극의 형태로서 민요 같은 단순한 멜로디의 음악을 지니나, 힐러 뒤로는 벤다가 수식없는 대사에 관현악단이 딸린 '멜로드라마의 형식'으로 <낙소스의 아리아도네>를 작곡하였다. 이 형태가 뒤에 베토벤의 <피델리오>나 베버의 <마탄의 사수> 등에도 영향을 주었다. 남부 독일에서는 1778년, 요제프 2세의 명에 의하여 국민 극장에서 징슈필이 상연되었으며, 이 무렵에 디터스돌프의 <의사와 약사> 등 대표적인 작품이 작곡되었다. 그리고 이러한 전통이 모차르트의 <후궁에서의 유괴>나 <마술 피리> 등의 명작을 낳았던 것이다.

## 참고 문헌
- 이 문서에는 다음커뮤니케이션(현 카카오)에서 GFDL 또는 CC-SA 라이선스로 배포한 글로벌 세계대백과사전의 내용을 기초로 작성된 글이 포함되어 있습니다.